# Suriya Singmui
Suriya Singmui (tiếng Thái: สุริยา สิงห์มุ้ย, sinh ngày 4 tháng 7 năm 1995), sinh ra Sadao District Songkhla Province, là một cầu thủ bóng đá người Thái Lan thi đấu ở vị trí hậu vệ trái cho câu lạc bộ Giải bóng đá Ngoại hạng Thái Lan Lamphun Warriors và đội tuyển quốc gia Thái Lan.

## Sự nghiệp

### Muangthong United
Anh thi đấu cho JMG Academy và Muangthong United F.C. Reserves and Academy trong 6 năm.

### Nakhon Nayok
Anh ra đi theo dạng cho mượn đến Nakhon Nayok F.C. vào tháng 3 năm 2013, và kéo dài ở mùa giải 2013–14 tại Thai Division 2. Anh có tổng cộng 32 lần ra sân cho Nakhon Nayok F.C..

### Trở lại Muangthong United
Anh đá trận đầu tiên ở Vòng loại play-off Giải vô địch bóng đá các câu lạc bộ châu Á 2014 trước Hà Nội T&T và giành chiến thắng 2-0. Vòng tiếp theo đội bóng thua Melbourne Victory với tỉ số 2-1.
Anh ra mắt ở Giải bóng đá Ngoại hạng Thái Lan 2014 trước Chainat F.C..
Anh được Scott Cooper cho thi đấu ở Giải bóng đá Ngoại hạng Thái Lan 2014.

## Đời sống cá nhân
Suriya là một trong số ít cầu thủ bóng đá theo đạo Thiên Chúa giáo ở Thái Lan.

## Sự nghiệp quốc tế
Anh đại diện U-23 Thái Lan ở Đại hội thể thao châu Á 2014. Suriya giành chức vô địch tại Đại hội Thể thao Đông Nam Á 2015 với U-23 Thái Lan. Năm 2016 Suriya được chọn vào đội hình U-23 Thái Lan cho Giải vô địch bóng đá U-23 châu Á 2016 ở Qatar.

### Quốc tế
Tính đến 8 tháng 10 năm 2017
| Đội tuyển quốc gia | Năm  | Số trận | Bàn thắng |
| ------------------ | ---- | ------- | --------- |
| Thái Lan           | 2014 | 2       | 0         |
| Thái Lan           | 2015 | 0       | 0         |
| Thái Lan           | 2016 | 0       | 0         |
| Thái Lan           | 2017 | 2       | 0         |
| Thái Lan           | 2021 | 1       | 0         |
| Thái Lan           | Tổng | 5       | 0         |

## Danh hiệu

### Quốc tế
U-23 Thái Lan
- Sea Games
  -  Huy chương Vàng (2); 2015, 2017
- Nations Cup (1): 2016
- Dubai Cup (1): 2017

### Câu lạc bộ
Chiangrai United
- Cúp Hiệp hội Bóng đá Thái Lan (1): 2017
- Thailand Champions Cup (1): 2018